# 加藤菜々子
加藤 菜々子（かとう ななこ、1989年2月21日 - ）は、福島県郡山市出身の日本のヴァイオリニスト。

## 経歴
3歳よりヴァイオリンをスズキ・メソード才能教育研究会郡山支部にて始める。郡山市立金透小学校、郡山市立郡山第二中学校、福島県立安積高等学校を経て、桐朋学園大学音楽学部へ進学（中退）。
2005年に、三春交流館まほらホールにて初リサイタルを開催。
2008年より、ピアニスト小池美奈と室内楽の活動を開始、現在はDuo Étoiles（デュオエトワールズ）として活動中。
2017年に、シンガー唐橋宙子、ピアニスト米田佳奈とのユニット「福島三人娘」を結成し、2019年に脱退。
現在、首都圏・福島県を拠点として、ヴァイオリンの演奏や指導を行う。サロンコンサートやパーティー等では、100曲以上の豊富なレパートリーから、「観客が求める雰囲気に合わせた音楽づくり」を目指すことがモットー。

## 共演
アマデウス室内管弦楽団、郡山市民オーケストラ、会津市民オーケストラ、福島県立安積高等学校吹奏楽部、スロヴァキア交響楽団と協奏曲で共演。

## 後援会
加藤菜々子後援会が2015年より発足。笹の川酒造の代表取締役社長である山口哲蔵が後援会長を務める。

### 2016年コンサート
- Duo Étoiles Concert Vol.3[6]
- ななコンサート[19]

### 2017年コンサート
- ヴァイオリン加藤菜々子　室内楽コンサートシリーズ Vol.1[20][21]

### CD
2017年2月5日に1stアルバム『Romance』をリリース。

## メディア等
広報こおりやま2014年11月号の企画「音楽はいつもチカラに…」に掲載。
2015年より、郡山コミュニティ放送で音楽番組（「我ら楽都市民！」、「音楽のあるまち」）のパーソナリティを務めた。（2016年3月番組終了）
2016年1月のコンサートは、ラジオ福島の1時間番組としてコンサートの模様が放送された。
また、郡山市のシティプロモーションビデオ「ら♪ら♪らこおりやま」にヴァイオリニストとして出演。

## その他
趣味はお酒を飲むこと。ジンとワインとウイスキーが好き。また、地図や道路、車が好き。電車の路線図や首都高速道路を眺めることが好き。好きな作曲家はブラームス、ラフマニノフ、ドヴォルザーク。